# كليفورد ريتشموند
كليفورد ريتشموند (بالإنجليزية: Clifford Richmond)‏ هو قاضي ومحامي نيوزلندي، ولد في 23 يونيو 1914 في أوكلاند في نيوزيلندا، وتوفي بنفس المكان في 29 يناير 1997.